# Global Communication
I Global Communication sono un gruppo musicale inglese costituito da Mark Pritchard e Tom Middleton, anche autori di progetti quali Reload, Jedi Knights, e Chameleon.
Hanno spaziato durante la loro carriera in numerosi stili diversi che includono l'ambient house, la techno, e l'electro funk.

## Storia
Dopo essersi formati nel 1991, anno in cui fondarono l'etichetta Evolution Records (rinominata Universal Language Productions nel 1996), Pritchard e Middleton pubblicarono il loro primo materiale a nome Reload, che includeva alcuni EP. Sebbene tutte queste uscite fossero caratterizzate da sonorità legate alla Detroit techno, il loro primo album in studio A Collection of Short Stories segnava una transizione stilistica verso le sonorità più cupe dei Global Communication. Il duo pubblicò successivamente Pentamerous Metamorphosis (1993), un remix esteso dell'album Blood Music dei Chapterhouse, e 76:14 (1994), entrambi attribuiti ai Global Communication. Quest'ultimo, che risente l'influenza di stili quali ambient house, funk e IDM, viene spesso citato fra i titoli migliori del duo. In seguito alla pubblicazione di un secondo album di remix, Remotion (1995), il duo fondò il progetto Jedi Knights che esordì con New School Science, un album ispirato all'"electro-funk" degli anni ottanta. Sempre nello stesso periodo, il duo cambiò nome in Chameleon e pubblicò musica drum and bass.

## Formazione
- Mark Pritchard – produzione
- Tom Middleton – produzione

## Discografia

### Global Communication
- 1992 - Keongaku EP
- 1993 - Pentamerous Metamorphosis
- 1994 - 76:14
- 1994 - Maiden Voyage (2xEP)
- 1995 - Remotion: The Global Communication Remix Album
- 1996 - The Way/The Deep EP
- 1997 - The Groove EP (1997)
- 2006 - Fabric 26 (DJ Mix: metà del disco venne mixata da Mark Pritchard, l'altra da Tom Middleton)
- 2011 - Back In The Box (DJ Mix)
- 2020 - Transmission Sampler

### Reload
- 1992 - Reload EP
- 1992 - Auto-Reload EP
- 1993 - Amenity EP/Cyberdon EP (Reload Remixes)
- 1993 - A Collection of Short Stories
- 1997 - Archives EP

### Reload & E621
- 1992 - Auto-Reload EP
- 1993 - Auto-Reload EP Vol. 2
- 1993 - The Biosphere EP
- 2006 - Evolution (include tutti gli EP pubblicati precedentemente a nome Reload & E621)

### The Chameleon
- 1995 - Links/Just Close Your Eyes & Listen

### Jedi Knights
- 1996 - New School Science
- 1997 - The Big Ones EP
- 1999 - Return of the Jedis (Promo)
- 2000 - Jedi Selector